# (4773) Hayakawa
Pour les articles homonymes, voir Hayakawa (homonymie).
(4773) Hayakawa est un astéroïde de la ceinture principale.

## Description
(4773) Hayakawa est un astéroïde de la ceinture principale. Il fut découvert le 17 novembre 1989 à Kitami par Kin Endate et Kazuro Watanabe. Il présente une orbite caractérisée par un demi-grand axe de 2,61 UA, une excentricité de 0,12 et une inclinaison de 5,0° par rapport à l'écliptique.

## Compléments